# ضمير ليبرالي
كتاب «ضمير ليبرالي» من تأليف الخبير الاقتصادي بول كروغمان سنة 2007. حظي الكتاب بالمركز 24 ضمن قائمة نيويورك تايمز لأكثر الكتب مبيعًا في شهر نوفمبر 2007. استخدم العنوان لأول مرة في كتاب أصدره عضو مجلس الشيوخ الأمريكي بول ولستون الذي حمل نفس الاسم سنة 2001. كان عمل ولستون بمثابة رد على كتاب باري غولد واتر «ضمير محافظ». يرصد كروغمان في كتابه الثمانين سنة الماضية في التاريخ الأمريكي ضمن سياق اقتصادي. من المواضيع الرئيسية التي يحملها الكتاب عودة التفاوت الاقتصادي والسياسي منذ سبعينيات القرن العشرين. يحلل كروغمان الأسباب الكامنة وراء تلك الأحداث ويقترح «صفة جديدة» جديدة لأمريكا.

## مختصر
يرصد الكتاب تاريخًا من الثروة وفجوات الدخل في الولايات المتحدة في القرن العشرين. يدعم الكتاب أن الفجوة بين الأغنياء والفقراء قد تقلصت كثيرًا في منتصف القرن، ويشير إلى ذلك باسم «الضغط الكبير»، ثم توسعت مجددًا، بدءًا من الثمانينيات، على مستويات أعلى من تلك التي في عشرينيات القرن الماضي. يرى معظم الاقتصاديين -بمن فيهم كروغمان نفسه- أن الفجوة في أواخر القرن العشرين ناشئة إلى حد كبير نتيجة التغيرات في التكنولوجيا والتجارة، لكن يقول كروغمان اليوم، لا سيما في الفصول 1و3 و4، أن سياسات الحكومة، وخاصة إنشاء شبكة الأمان الاجتماعي أو «دولة الرعاية الاجتماعية» وما تلاها من هجمات عليها، لعبت دورًا أكبر بكثير في تقليل الفجوة في الثلاثينيات حتى السبعينيات، وفي توسيعها في الثمانينيات حتى الوقت الحاضر.
يتحدث عن تاريخ الإتجاه المحافظ الأميركي، في الفصل الثاني منه، والنزعة المحافظة التي هيمنت قبل «الصفقة الجديدة» على الفترة الفاصلة بين الحرب الأهلية الأميركية وفترة الكساد العظيم (التي يطلق عليها اسم «العصر المذهب الطويل»). في الفصل السادس «التيار المحافظ» المعاصر، يجادل كروغمان، لا سيما في الفصول 5 و6 و9، بأن الاستغلال المتحكم من قبل المحافظين من  من الحركة للثأر العرقي والثقافي من خلال الخطاب الحكومي المنمق (سياسة صافرة الكلاب) ومخاوف الأمن القومي كانت أساسية في قدرة الحركة على الفوز بالانتخابات الوطنية، على الرغم من أن سياساتها التي تركز على وجود الثروة في أيدي النخبة يجب ألا تحظى بشعبية كبيرة. يتحدث باستفاضة في الفصل السادس عن وليام إف. باكلي الابن، ودور إرفينغ كريستول ورونالد ريغان في بناء الحركة، وفي الفصلين 7 و8 عن دور المؤسسات (ولا سيما النقابات العمالية) والمعايير (خاصة سياسة الشركات) في مواجهة سياسة الحكومة، في زيادة أو تقليص عدم المساواة الاقتصادية. ينتقد أيضًا إدارة جورج دبليو بوش بسبب السياسات التي عملت على توسيع الفجوة بين الأغنياء والفقراء.
مع ذلك، يعرب كروغمان عن تفاؤله في الفصل العاشر بأن الاتجاهات الديموغرافية، خاصة فيما يتعلق بالعرق والثقافة، وما يراه بمثابة تجاوز للمحافظين خلال سنوات ولاية بوش، تخلق بيئة سياسية جديدة ليسار الوسط، وتقوض ببطء الحركة المحافظة، عائدًا بكلامه إلى كتاب جوديس وروي تكسييرا، «الأغلبية الديمقراطية الناشئة». يقترح كروغمان في الفصلين 11 و12 أن يخرج الديمقراطيون «بصفقة جديدة» جديدة، تتضمن التركيز بشكل أكبر على البرامج الاجتماعية والطبية، خاصة الرعاية الصحية الشاملة، وبدرجة أقل على الدفاع الوطني.
أخيرًا، في الفصل 12، يتحدث عن معنى أن تكون «ليبراليًا»، وعن ظهور منظمات تقدمية جديدة، التي هي، على عكس مجمعات الفكر المحافظة، ووسائل الإعلام وغيرها من المنظمات، في الواقع أكثر استقلالية في التفكير وأقل مركزية، وكم من الناس يدعمون السياسات «الليبرالية» أكثر من استعدادهم لاستخدام هذه الكلمة في وصف أنفسهم. يختتم الكتاب بنصيحة مفادها أن الليبراليين لا بد أن يكونوا في الوقت الحالي من أنصار الحزب الحاكم إلى أن يتقبل الحزبان السياسيان الرئيسيان عقلانية «الصفقة الجديدة».

## النقد ووجهات النظر
حظي الكتاب بثناء من جهات بيع مثل «نيويورك ريفيو أوف بوكس»، وانتقدته جماعات محافظة ومعهد لودفيج فون ميزس، الذي قال إنه كان سياسيًا إلى حد كبير وضعيفًا من جهة المحتوى الاقتصادي. في مراجعة لصحيفة نيويورك تايمز، ذكر المؤرخ ديفيد إم. كينيدي الحائز جائزة بوليتزر: «إن فصل كروغمان حول الحاجة الملحة لإصلاح الرعاية الصحية هو الأفضل في هذا الكتاب، وهو تذكير يدعو للأسف بنوع التحليل الاقتصادي الضليع والمتاح الذي يستطيع الوصول إليه والذي لا يظهر سوى القليل منه هنا. على غرار تشدقات راش ليمبو أو أفلام مايكل مور، فإن أسلوب كروغمان الحاد في التهجم قد يكون قريبًا من قلوب المؤمنين بفكره، ولكنه لن يفعل الكثير لإقناع غير المقتنعين أو لدفع المناقشة الوطنية حول القضايا المهمة التي يتناولها.